# Ginástica artística nos Jogos Pan-Americanos de 2015 - Equipes masculinas
A competição por equipes masculino foi um dos eventos da ginástica artística nos Jogos Pan-Americanos de 2015. Foi disputada no Toronto Coliseum no dia 11 de julho.

## Calendário
Horário local (UTC-4).
| Data        | Horário | Fase         |
| ----------- | ------- | ------------ |
| 11 de julho | 14:30   | Subdivisão 1 |
| 11 de julho | 19:30   | Subdivisão 2 |

## Medalhistas
|  | USA Estados Unidos                                                            |  | BRA Brasil                                                                         |  | COL Colômbia                                                       |
|  | Marvin Kimble Steven Legendre Samuel Mikulak Paul Ruggeri Donnell Whittenburg |  | Francisco Barreto Júnior Caio Souza Lucas Bitencourt Arthur Zanetti Arthur Mariano |  | Carlos Calvo Jossimar Calvo Jorge Giraldo Didier Lugo Jhonny Muñoz |

## Resultados

### Resultado final
| Pos.              | Equipe                   | Solo   | Cavalo com alças | Argolas | Salto sobre a mesa | Barras paralelas | Barra fixa | Total   |
| ----------------- | ------------------------ | ------ | ---------------- | ------- | ------------------ | ---------------- | ---------- | ------- |
| Medalha de ouro   | USA Estados Unidos       | 44.650 | 44.050           | 44.750  | 44.400             | 44.950           | 44.950     | 267.750 |
| Medalha de ouro   | Marvin Kimble            |        | 15.050           | 13.050  |                    | 14.500           | 14.450     | 267.750 |
| Medalha de ouro   | Steven Legendre          | 13.750 | 13.200           | 14.550  | 14.550             |                  |            | 267.750 |
| Medalha de ouro   | Samuel Mikulak           | 15.000 | 14.850           | 14.750  | 14.600             | 15.550           | 15.100     | 267.750 |
| Medalha de ouro   | Paul Ruggeri             | 14.750 |                  |         | 14.900             | 13.750           | 15.400     | 267.750 |
| Medalha de ouro   | Donnell Whittenburg      | 14.900 | 14.150           | 15.450  | 14.900             | 14.900           | 13.400     | 267.750 |
| Medalha de prata  | BRA Brasil               | 41.800 | 43.050           | 45.050  | 45.350             | 44.550           | 44.250     | 264.050 |
| Medalha de prata  | Francisco Barreto Júnior |        | 14.450           | 14.350  |                    | 14.750           | 14.150     | 264.050 |
| Medalha de prata  | Caio Souza               | 13.650 | 13.750           | 14.600  | 15.200             | 15.450           | 14.550     | 264.050 |
| Medalha de prata  | Lucas Bitencourt         | 12.650 | 14.300           | 14.650  | 15.050             | 13.900           | 14.700     | 264.050 |
| Medalha de prata  | Arthur Zanetti           | 13.900 |                  | 15.800  | 14.750             |                  |            | 264.050 |
| Medalha de prata  | Arthur Mariano           | 14.250 | 14.300           |         | 15.100             | 14.350           | 15.000     | 264.050 |
| Medalha de bronze | COL Colômbia             | 40.100 | 43.050           | 45.050  | 45.350             | 44.550           | 44.250     | 259.300 |
| Medalha de bronze | Carlos Calvo Agudelo     | 10.500 | 14.250           | 13.300  |                    | 13.650           | 13.350     | 259.300 |
| Medalha de bronze | Jossimar Calvo Moreno    | 13.850 | 14.450           | 14.700  | 14.600             | 15.700           | 15.450     | 259.300 |
| Medalha de bronze | Jorge Giraldo Lopez      |        | 14.600           | 14.250  | 13.100             | 15.300           | 14.400     | 259.300 |
| Medalha de bronze | Didier Lugo Sichaca      | 13.100 |                  | 15.000  | 14.450             |                  |            | 259.300 |
| Medalha de bronze | Jhonny Munoz Perez       | 13.150 | 13.900           |         | 13.500             | 14.550           | 14.000     | 259.300 |
| 4                 | CAN Canadá               | 42.150 | 41.650           | 44.250  | 44.100             | 43.050           | 43.150     | 258.350 |
| 4                 | Rene Cournoyer           | 13.300 | 14.550           | 14.200  | 14.350             | 14.200           | 14.050     | 258.350 |
| 4                 | Ken Ikeda                |        | 12.950           |         |                    | 14.200           | 13.800     | 258.350 |
| 4                 | Kevin Lytwyn             | 14.500 |                  | 14.950  | 13.700             | 14.650           | 15.300     | 258.350 |
| 4                 | Scott Morgan             | 14.050 |                  | 14.950  | 14.950             |                  |            | 258.350 |
| 4                 | Hugh Smith               | 13.600 | 14.150           | 14.350  | 14.800             | 14.150           | 11.800     | 258.350 |
| 5                 | CUB Cuba                 | 40.950 | 37.150           | 44.000  | 45.250             | 44.350           | 44.550     | 256.250 |
| 5                 | Manrique Larduet         | 15.150 | 13.850           | 15.400  | 15.200             | 15.600           | 15.050     | 256.250 |
| 5                 | Randy Leru               | 13.000 | 12.350           | 14.300  | 14.800             | 14.500           | 14.900     | 256.250 |
| 5                 | Alberto Leyva            | 0.000  | 10.650           |         | 15.250             |                  |            | 256.250 |
| 5                 | Sandro Perez             | 12.800 |                  | 12.950  | 14.400             | 13.550           | 11.400     | 256.250 |
| 5                 | Rafael Rosendi           |        | 10.950           | 14.300  |                    | 14.250           | 14.600     | 256.250 |
| 6                 | MEX México               | 41.600 | 39.950           | 43.900  | 42.800             | 43.000           | 41.600     | 252.850 |
| 6                 | Javier Balboa Gonzalez   |        | 12.100           | 14.750  |                    | 14.000           |            | 252.850 |
| 6                 | Rodolfo Bonilla Ruiz     | 12.850 | 9.850            |         | 13.200             | 14.000           | 12.550     | 252.850 |
| 6                 | Kevin Cerda Gastelum     | 14.450 |                  | 13.550  | 14.350             |                  | 14.650     | 252.850 |
| 6                 | Javier Cervantes         | 12.450 | 12.650           | 14.200  | 14.750             | 13.850           | 13.550     | 252.850 |
| 6                 | Daniel Corral            | 14.300 | 15.200           | 14.950  | 13.700             | 15.000           | 13.400     | 252.850 |
| 7                 | PUR Porto Rico           | 42.050 | 35.850           | 44.050  | 43.100             | 40.100           | 41.800     | 246.950 |
| 7                 | Rafael Morales Casado    | 14.100 | 11.850           | 13.600  | 14.150             |                  |            | 246.950 |
| 7                 | Tristian Perez           | 13.900 | 12.350           |         | 14.650             | 13.250           | 14.150     | 246.950 |
| 7                 | Angel Ramos              | 14.050 | 11.650           | 13.450  | 14.300             | 13.850           | 14.600     | 246.950 |
| 7                 | Tommy Ramos Nin          |        |                  | 15.400  |                    | 13.000           | 13.050     | 246.950 |
| 7                 | Alexis Torres            |        | 10.550           | 15.050  | 13.950             | 12.800           | 12.750     | 246.950 |
| 8                 | ARG Argentina            | 40.750 | 35.700           | 40.600  | 41.350             | 41.300           | 40.750     | 240.450 |
| 8                 | Nicolas Cordoba          | 13.800 | 12.950           | 12.950  | 13.450             | 13.550           | 14.100     | 240.450 |
| 8                 | Osvaldo Martinez         | 13.450 | 11.650           | 12.500  | 13.550             | 14.550           | 13.850     | 240.450 |
| 8                 | Federico Molinari        | 13.500 | 11.100           | 15.150  | 14.350             | 13.200           | 12.800     | 240.450 |
| 9                 | VEN Venezuela            | 24.100 | 38.300           | 39.400  | 40.650             | 42.000           | 38.300     | 222.750 |
| 9                 | Jostyn Fuenmayor         | 12.500 | 12.250           | 13.900  | 13.950             | 13.850           | 12.500     | 222.750 |
| 9                 | Jose Fuentes             |        | 14.200           | 13.150  | 12.800             | 14.100           | 12.150     | 222.750 |
| 9                 | Junior Rojo Mendoza      | 11.600 | 11.850           | 12.350  | 13.900             | 14.050           | 13.650     | 222.750 |
| 10                | CHI Chile                | 27.350 | 21.600           | 39.950  | 43.450             | 26.750           | 39.900     | 199.000 |
| 10                | Joel Alvarez             | 13.650 | 9.450            | 13.500  | 13.550             | 13.700           | 13.700     | 199.000 |
| 10                | Christian Bruno          | 13.700 | 12.150           | 13.750  | 14.550             | 13.050           | 13.850     | 199.000 |
| 10                | Yosias Bustos            |        |                  |         |                    |                  |            | 199.000 |
| 10                | Juan Pablo Gonzalez      |        |                  |         | 14.150             |                  | 12.350     | 199.000 |
| 10                | Bastian Salazar          |        |                  | 12.700  | 14.750             |                  |            | 199.000 |